# Kabuki Warriors
Le Kabuki Warriors sono un tag team di wrestling attivo in WWE formato da Asuka e Kairi Sane. Le due si esibiscono nel roster di Raw e hanno detenuto due volte il Women's Tag Team Championship.

## Nel wrestling

### Mosse finali
- Asuka
  - Asuka Lock (Crossface chickenwing)[2]
- Kairi Sane
  - InSane Elbow (Diving elbow drop)[3]

### Manager
- Paige

### Musiche d'ingresso
- Warriors dei CFO$ (WWE; 2019–2020)[4]
- We Got the Rage dei def rebel (WWE; 2023–presente; usata come parte delle Damage CTRL)[5]
- Reigning Warriors dei def rebel (WWE; 2024–presente)[6]

## Titoli e riconoscimenti
- Pro Wrestling Illustrated
  - 9ª tra i 50 migliori tag team nella PWI 500 (2020)
- WWE
  - WWE Women's Tag Team Championship (2)
  - Year–End Award (1)
    - Women's Tag Team of the Year (edizione 2019)